# Waling Dykstra
Waling Dykstra (Vrouwen, província de Frísia, 1821 – 1914) fou un escriptor i erudit frisó, un dels responsables de la seva codificació.
Escriví poesies, narracions, el recull Fan Fryske Folklore (Sobre el folklore frisó, 1895) i el Fryske Woartengoek (Diccionari frisó, 1885-1911) amb Colmjon. El 1850 fundaria la revista Sljucht en Rucht (Llis i Dret), des d'on ell i Colmjon intentaren difondre les noves normes gramaticals frisones per tal d'augmentar-ne l'acceptació.

## Obres
- De Fryske Thyl Ulespegel of De wonderlike Libbenskiednis fen Hantsje Pik 1908
- De silveren rinkelbel - 1950
- De Fryske Thyl Ulespegel - 1953
- Uit Frieslands Volsleven - 1970
- Friesch Woordenboek - 1971
- In dei fan plezier (ferhalen) - 1971